# 43 Dywizja Strzelecka (ZSRR)
43 Tartuska Dywizja Strzelecka (ros. 43-я стрелковая Тартуская дважды Краснознамённая дивизия, 43 DS) – związek taktyczny piechoty Armii Czerwonej i Sił Zbrojnych Federacji Rosyjskiej.

## Formowanie i walki
Dywizja została sformowana w latach 1924-1925, w Wielkich Łukach, w Leningradzkim Okręgu Wojskowym, jako 43 Dywizja Terytorialna. W jej skład weszły 129 Pułk Strzelecki, 130 Boguński Pułk Strzelecki i 131 Taraszczański Pułk Strzelecki. Następnie w latach trzydziestych dywizja została przeniesiona do Białoruskiego OW. W 1937 została przeniesiona do Leningradu. 
Od 30 listopada 1939 brała udział w wojnie zimowej w składzie 7 Armii. Poniosła straty i 24 grudnia 1939 została przeniesiona do rezerwy. 21 marca 1940 „za pomyślne działania bojowe w czasie wojny fińskiej” została odznaczona Orderem Czerwonego Sztandaru.
W czerwcu 1941 pod dowództwem gen. mjra Władimira Kirpicznikowa pozostawała w składzie 50 Korpusu Strzeleckiego 23 Armii Frontu Północnego, brała udział w walkach aż do zakończenia II wojny światowej. 

## Struktura organizacyjna
W jej skład wchodziły:
- 66 Pułk Strzelecki
- 147 Pułk Strzelecki
- 708 Pułk Strzelecki
- 181 Pułk Strzelecki (do 28 lipca 1941, został przeniesiony do 19 Dywizji Strzeleckiej)
- 62 Pułk Artylerii
- 200 Pułk Artylerii Haubic (do 5 października 1941)
- 73 Samodzielny Dywizjon Artylerii Przeciwpancernej (do 7 października 1941 i od 7 czerwca 1943)
- 337 Bateria Artylerii Przeciwlotniczej (299 Samodzielny Dywizjon Artylerii Przeciwlotniczej, 43 Bateria Artylerii Przeciwlotniczej, do 05 lutego 1943)
- 379 Dywizjon Moździerzy (od 20 października 1941 do 15 października 1942)
- 299 dywizjon artylerii przeciwlotniczej
- 25 kompania zwiadu
- 37 batalion saperów
- 3 samodzielny batalion łączności (297 i 810 samodzielne kompanie łączności)
- 101 batalion medyczno-sanitarny
- 92 samodzielna kompania obrony przeciwchemicznej
- 32 kompania transportu samochodowego
- 297 (810) piekarnia polowa
- 43 (78) dywizjonowy lazaret weterynaryjny
- 186 (20) stacja poczty polowej
- 189 polowa kasa Gosbanku

W sierpniu 1941 dywizja została okrążona i rozbita, część dywizji przerwała okrążenie w kierunku na Koivisto i stamtąd została ewakuowana okrętami Floty Bałtyckiej. 
7 września 1944 dywizja otrzymała nazwę wyróżniającą „Tartuska” . 
Dwukrotnie odznaczona Orderem Czerwonego Sztandaru.

## Dowódcy dywizji[1]
- sierpień 1927 – 1930 Roman Łągwa;
- 25 listopad 1932 - 5 października 1934 Leontij Czeremisow
- 23 sierpnia 1939 – 10 września 1941 kombrig, od 5 czerwca 1940 gen. mjr Władimir Kirpicznikow
- 11 września 1941 – 24 października 1941 płk Andriej Andriejew
- 25 października 1941 – 15 stycznia 1942 płk Konstantin Antonow
- 16 stycznia 1942 – 6 maja 1942 płk Andriej Maszoszyn
- 07 maja 1942 – 26 stycznia 1944 płk, od 28 kwietnia 1943 gen. mjr Jan Sinkiewicz
- 27 stycznia 1944 – 9 maja 1945 płk, od 03 czerwca 1944 gen. mjr Piotr Borisow